# Number One (1976)
Number One ist ein US-amerikanischer Kurzfilm von 1976 von und mit Dyan Cannon. Cannon war zusammen mit Vince Cannon für und mit dem Film für einen Oscar nominiert.

## Inhalt
Zwei kleinere Mädchen verstecken sich im Schulschwimmbad im Umzugsbereich der Jungen, da sie ihre Neugierde stillen wollen, was da so vor sich geht. Als zwei Jungen den Raum betreten, stacheln die vier sich gegenseitig an, nach und nach ihre Kleidungsstücke abzulegen. Während sie das noch tun, kommt ein Lehrer hinzu und reagiert ziemlich wütend, auf das, was er da sehen muss. Er lässt die vier Kinder nicht darüber im Unklaren, dass er den Schulleiter unterrichten müsse, der dann ihre Eltern zu einem Gespräch bitten werde.
Die benachrichtigten Eltern reagieren sehr unterschiedlich. Die Reaktionen reichen von Amüsiertsein über die Entdeckerlust ihrer Kinder, bis zu Verlegenheit und Pikiertsein, da man nicht so recht weiß, wie man reagieren soll. Für die vier Schüler stellt die Rückkehr in die Schule eine ziemliche Herausforderung dar, da sich das, was vorgefallen ist, dort wie ein Lauffeuer verbreitet hat.

## Auszeichnung
Oscarverleihung 1977: Oscarnominierung für Dyan Cannon und Vince Cannon in der Kategorie „Bester Kurzfilm“